# Soions
Soions (en francès Soyons) és un municipi francès situat al departament de l'Ardecha i a la regió d'Alvèrnia-Roine-Alps. L'any 2007 tenia 1.976 habitants.

## Demografia

### Població
El 2007 la població de fet de Soyons era de 1.976 persones. Hi havia 763 famílies de les quals 183 eren unipersonals (114 homes vivint sols i 69 dones vivint soles), 233 parelles sense fills, 294 parelles amb fills i 53 famílies monoparentals amb fills.
La població ha evolucionat segons el següent gràfic:
Habitants censats

### Habitatges
El 2007 hi havia 847 habitatges, 778 eren l'habitatge principal de la família, 19 eren segones residències i 51 estaven desocupats. 749 eren cases i 66 eren apartaments. Dels 778 habitatges principals, 617 estaven ocupats pels seus propietaris, 147 estaven llogats i ocupats pels llogaters i 14 estaven cedits a títol gratuït; 50 tenien una cambra, 23 en tenien dues, 77 en tenien tres, 196 en tenien quatre i 432 en tenien cinc o més. 615 habitatges disposaven pel capbaix d'una plaça de pàrquing. A 291 habitatges hi havia un automòbil i a 425 n'hi havia dos o més.

### Piràmide de població
La piràmide de població per edats i sexe el 2009 era:
| Homes | Edats   | Dones |
| ----- | ------- | ----- |
| 0     | 95 o +  | 4     |
| 0     | 90 a 94 | 4     |
| 0     | 85 a 89 | 0     |
| 16    | 80 a 84 | 8     |
| 20    | 75 a 79 | 20    |
| 24    | 70 a 74 | 36    |
| 40    | 65 a 69 | 32    |
| 40    | 60 a 64 | 36    |
| 48    | 55 a 59 | 60    |
| 76    | 50 a 54 | 88    |
| 84    | 45 a 49 | 76    |
| 52    | 40 a 44 | 88    |
| 80    | 35 a 39 | 68    |
| 28    | 30 a 34 | 32    |
| 64    | 25 a 29 | 52    |
| 48    | 20 a 24 | 48    |
| 88    | 15 a 19 | 64    |
| 84    | 10 a 14 | 60    |
| 52    | 5 a 9   | 48    |
| 28    | 0 a 4   | 24    |

## Economia
El 2007 la població en edat de treballar era de 1.376 persones, 992 eren actives i 384 eren inactives. De les 992 persones actives 910 estaven ocupades (501 homes i 409 dones) i 82 estaven aturades (39 homes i 43 dones). De les 384 persones inactives 128 estaven jubilades, 155 estaven estudiant i 101 estaven classificades com a «altres inactius».

### Ingressos
El 2009 a Soyons hi havia 761 unitats fiscals que integraven 2.022 persones, la mediana anual d'ingressos fiscals per persona era de 21.306 €.

### Activitats econòmiques
Dels 118 establiments que hi havia el 2007, 1 era d'una empresa extractiva, 8 d'empreses de fabricació d'altres productes industrials, 32 d'empreses de construcció, 27 d'empreses de comerç i reparació d'automòbils, 6 d'empreses de transport, 5 d'empreses d'hostatgeria i restauració, 1 d'una empresa d'informació i comunicació, 4 d'empreses financeres, 3 d'empreses immobiliàries, 20 d'empreses de serveis, 7 d'entitats de l'administració pública i 4 d'empreses classificades com a «altres activitats de serveis».
Dels 40 establiments de servei als particulars que hi havia el 2009, 1 era una oficina de correu, 2 tallers de reparació d'automòbils i de material agrícola, 13 paletes, 3 guixaires pintors, 4 fusteries, 2 lampisteries, 6 electricistes, 1 empresa de construcció, 1 perruqueria, 2 agències de treball temporal, 4 restaurants i 1 agència immobiliària.
Dels 6 establiments comercials que hi havia el 2009, 2 eren botiges de menys de 120 m², 1 una botiga de roba, 1 una botiga d'equipament de la llar, 1 una botiga d'electrodomèstics i 1 una botiga de mobles.
L'any 2000 a Soyons hi havia 8 explotacions agrícoles que ocupaven un total de 85 hectàrees.

## Equipaments sanitaris i escolars
L'únic equipament sanitari que hi havia el 2009 era una farmàcia.
El 2009 hi havia 1 escola maternal i 1 escola elemental.

## Poblacions més properes
El següent diagrama mostra les poblacions més properes.